# Stefano della Bella

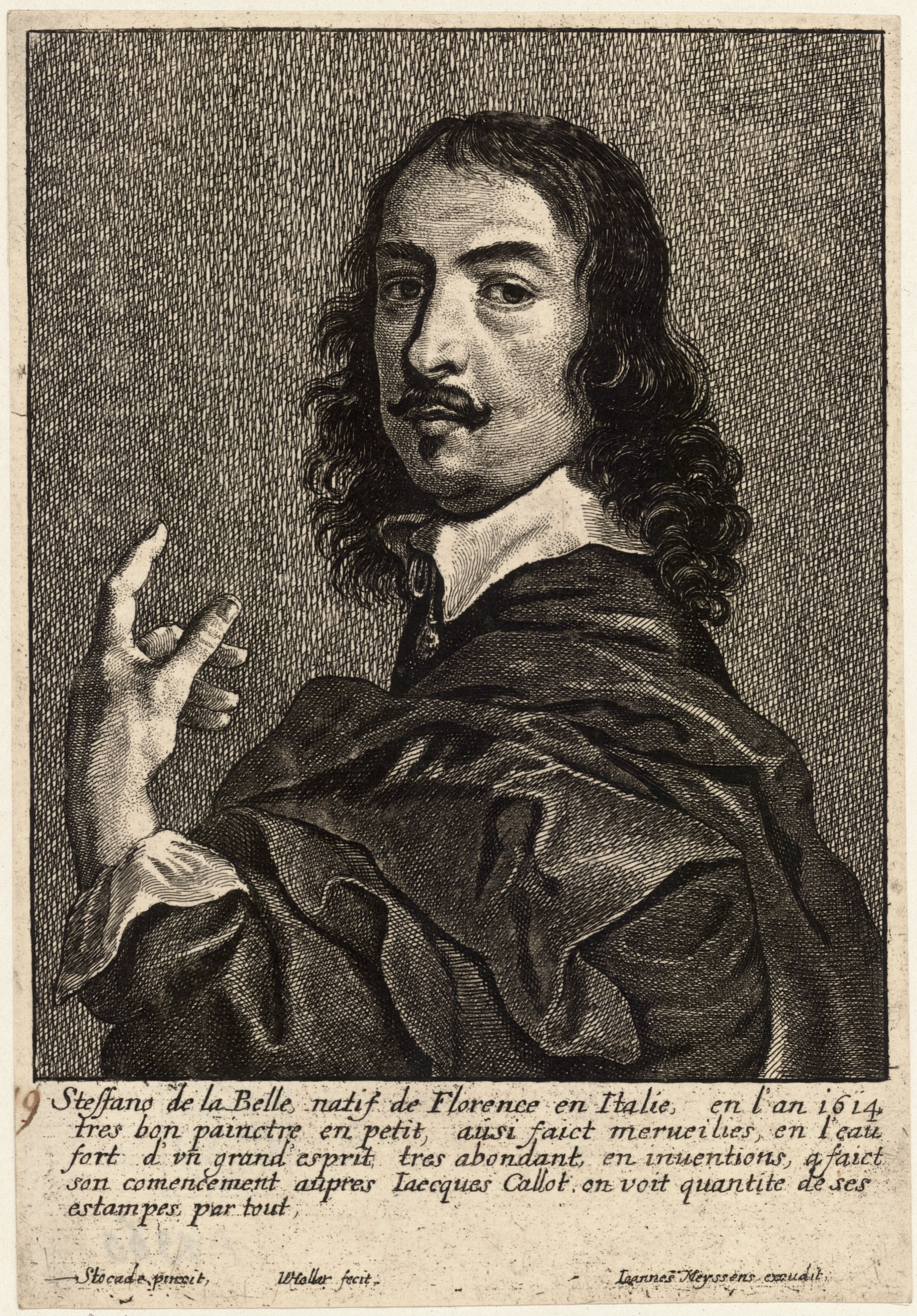
Stefano della Bella, en un retrato grabado por Wenzel Hollar.

Stefano della Bella (Florencia, 18 de mayo de 1610-Florencia, 12 de julio de 1664) fue un grabador italiano.

## Biografía
Nacido en una familia de pintores, escultores y orfebres, y huérfano precoz de su padre escultor, se dedicó en un primer momento a la orfebrería, dirigiendo más tarde su atención al dibujo y al grabado. Comenzó pronto a dibujar figuras y a copiar los aguafuertes de Jacques Callot, que inspiraron sus obras juveniles.

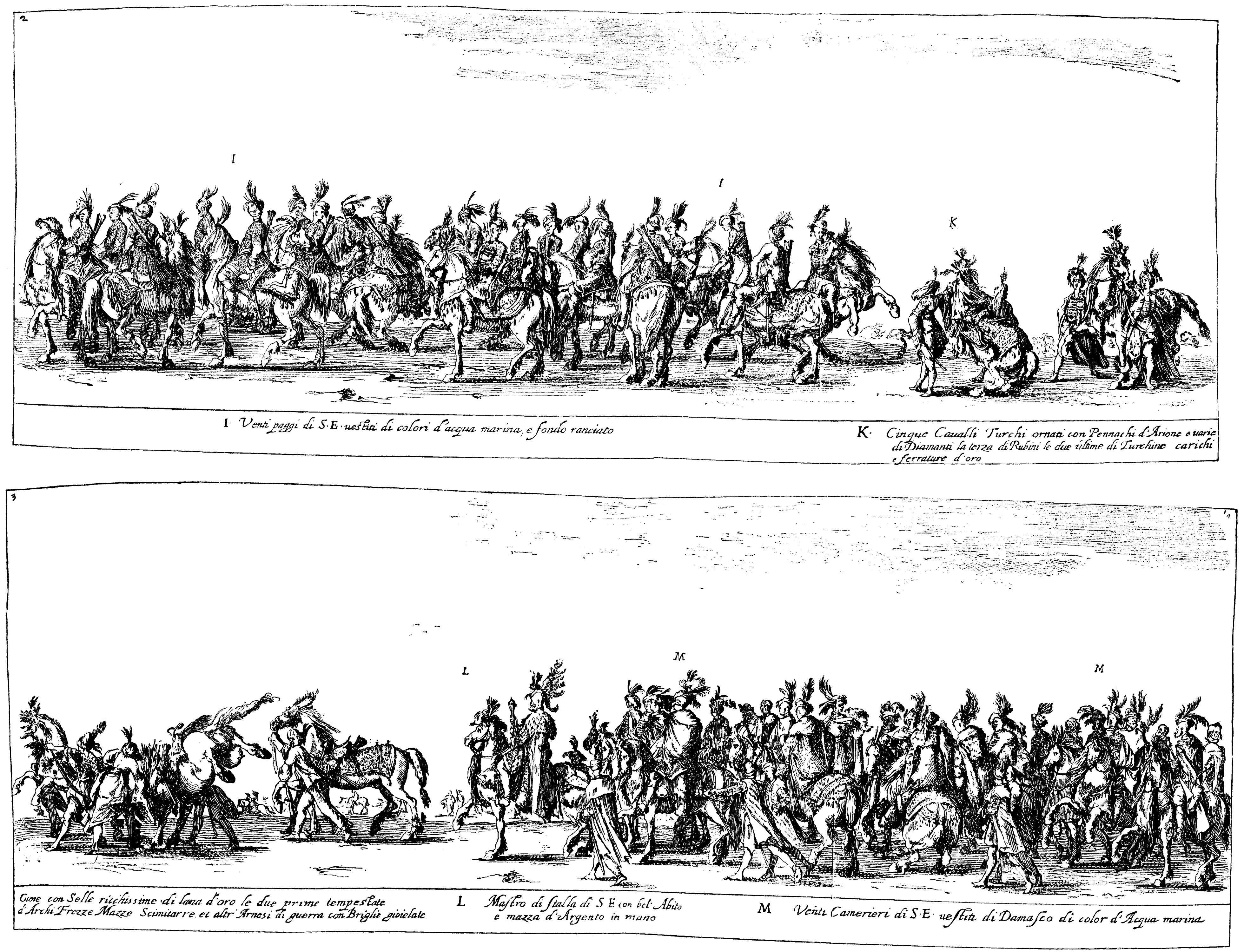
Entrata in Roma dell'Eccelmo Ambasciatore di Polonia l'anno MDCXXXIII.

Bajo la protección de los Médici, en particular de Don Lorenzo, hijo del gran duque de Toscana Fernando I de Médici, della Bella tuvo la oportunidad de viajar a Roma para estudiar. Allí permaneció desde 1633 hasta 1636 y conoció a grabadores franceses y editores como Israël Henriet y François Langlois, que influyeron en su decisión de trasladarse a París en 1639, cuatro años después de la muerte de Jacques Callot. En París alcanzó pronto, gracias a los grabados encargados por el cardenal Richelieu, el éxito mundano. Frecuentó a cortesanos, artistas de teatro y literatos, aunque rechazó honores demasiado opresivos.
Su amor por la naturaleza se manifiesta en frescos cuadros: grabados de animales, temas de carnaval, batallas y paisajes que revelan un estilo vivaz, delicado y lleno de fantasía, ya autónomo del de su inspirador Callot. También estudió la figura humana y otros temas: los mapas topográficos, los “caprichos”, es decir, escenas de carácter; la decoración (frisos y adornos), los sujetos militares...
De vuelta en Florencia en 1650, retomó sus obras bajo la protección de los Médici, trabajando para sus mecenas, y realizando frontispicios e ilustraciones de fiestas que exaltaban el esplendor de la corte. Se dirigió en más ocasiones a Roma, donde realizó algunas vistas de ruinas de la antigüedad. Durante este tiempo, continuó además enviando láminas, grabados y hojas a sus editores parisinos.
Falleció en 1664, dejando como legado más de mil grabados.